# Смоленський військовий округ
Смоле́нський військо́вий о́круг (СмВО) — одиниця військово-адміністративного поділу в СРСР, один з військових округів, що існував у період з 1945 по 1946 рр. Управління округу знаходилося в місті Смоленськ.

## Історія
Смоленський військовий округ був утворений 9 липня 1945 року шляхом виділення з Московського військового округу частини території, що включала Смоленську, Великолукську, Калузьку і Брянську області.
Управління округу сформоване на базі польового управління військ 33-ї армії.
4 лютого 1946 року перетворений на Смоленський територіальний військовий округ і включений до складу Московського військового округу.
6 травня 1946 року розформований.

## Командування
- Командувачі:
  - 1945 — генерал-лейтенант І. Е. Давидовський
  - 1945—1946 — генерал-лейтенант Ф. П. Озеров